# Korn (альбом)
Korn — дебютний студійний альбом американського ню-метал гурту Korn. Виданий 11 жовтня 1994 року лейблом Epic Records/Immortal Records. За RIAA альбом отримав подвійний платиновий статус. Загальна тривалість композицій становить 65:51. Альбом відноситься до напрямку ню-метал.

## Список композицій
| #     | Назва                                                                                            | Тривалість |
| ----- | ------------------------------------------------------------------------------------------------ | ---------- |
| 1.    | «Blind»                                                                                          | 4:19       |
| 2.    | «Ball Tongue»                                                                                    | 4:29       |
| 3.    | «Need To»                                                                                        | 4:01       |
| 4.    | «Clown»                                                                                          | 4:37       |
| 5.    | «Divine»                                                                                         | 2:51       |
| 6.    | «Faget»                                                                                          | 5:49       |
| 7.    | «Shoots and Ladders»                                                                             | 5:22       |
| 8.    | «Predictable»                                                                                    | 4:32       |
| 9.    | «Fake»                                                                                           | 4:51       |
| 10.   | «Lies»                                                                                           | 3:22       |
| 11.   | «Helmet In the Bush»                                                                             | 4:02       |
| 12.   | «Daddy» (прихований трек «Michael & Geri» починається з 14:06, через 5 хвилин і 11 секунд тиші.) | 17:31      |
| 65:51 |                                                                                                  |            |

## Учасники запису
- Джонатан Девіс — вокал, (волинка в «Shoots and Ladders»)
- Джеймс «Манкі» Шаффер — гітара
- Реджинальд «Філді» Арвізу  — бас-гітара
- Браян «Гед» Велч — гітара, бек-вокал
- Девід Сільверія — барабани
- Джудіт Кінер — вокал на колисковій в кінці «Daddy»